# 2008-as motokrossz holland nagydíj
A holland nagydíj a 2008-as FIM motokrossz-világbajnokság szezonnyitó versenye volt. 2008. április 5. és április 6. között rendezték meg a Valkenswaardban.  Az MX1-es kategóriában a belga Ken De Dyker, az MX2-esek között az dél-afrikai Tyla Rattray tudott diadalmaskodni. 
Egyetlen magyar MX1-es versenyzőnk Németh Kornél a 9. lett.

## Futam

### MX1
| Helyezés | #   | Versenyző          | Motor    | 1. futam | 2. futam | Össz |
| -------- | --- | ------------------ | -------- | -------- | -------- | ---- |
| 1        | 9   | Ken de Dycker      | Suzuki   | 25       | 25       | 50   |
| 2        | 11  | Steve Ramon        | Suzuki   | 20       | 18       | 38   |
| 3        | 12  | Maximilian Nagl    | KTM      | 22       | 16       | 38   |
| 4        | 211 | Billy Mackenzie    | Honda    | 11       | 22       | 33   |
| 5        | 19  | David Philippaerts | Yamaha   | 18       | 15       | 31   |
| 6        | 6   | Joshua Coppins     | Yamaha   | 15       | 14       | 29   |
| 7        | 32  | Manuel Priem       | Kawasaki | 16       | 13       | 29   |
| 8        | 108 | Németh Kornél      | KTM      | 12       | 12       | 24   |
| 9        | 161 | Kevin Strijbos     | Kawasaki | 14       | 7        | 21   |
| 10       | 7   | Jonathan Barragan  | KTM      | 0        | 20       | 20   |
| 11       | 111 | Aigar Leok         | Yamaha   | 9        | 11       | 20   |
| 12       | 3   | Mike Brown         | Honda    | 6        | 8        | 14   |
| 13       | 14  | Marc de Reuver     | Honda    | 13       | 0        | 13   |
| 14       | 27  | Marcus Schiffer    | KTM      | 2        | 9        | 11   |
| 15       | 25  | Clément Desalle    | Suzuki   | 0        | 10       | 10   |
| 16       | 8   | Tanel Leok         | Kawasaki | 10       | 0        | 10   |
| 17       | 22  | Marvin van Daele   | Suzuki   | 7        | 2        | 9    |
| 18       | 78  | Bas Verhoeven      | Kawasaki | 8        | 1        | 9    |
| 19       | 13  | Antti Pyrhonen     | Suzuki   | 4        | 4        | 8    |
| 20       | 24  | Tom Church         | Kawasaki | 0        | 6        | 6    |
| 21       | 56  | Lauris Freibergs   | Yamaha   | 0        | 5        | 5    |
| 22       | 90  | Sebastien Pourcel  | Kawasaki | 5        | 0        | 5    |
| 23       | 121 | Alessio Chiodi     | TM       | 0        | 3        | 3    |
| 24       | 17  | Pierre A. Renet    | Suzuki   | 3        | 0        | 3    |
| 25       | 23  | Alex Salvini       | Suzuki   | 1        | 0        | 1    |

### MX2
| Helyezés | #   | Versenyző           | Motor    | 1. futam | 2. futam | Össz |
| -------- | --- | ------------------- | -------- | -------- | -------- | ---- |
| 1        | 4   | Tyla Rattray        | KTM      | 25       | 25       | 50   |
| 2        | 222 | Antonio Cairoli     | Yamaha   | 22       | 22       | 44   |
| 3        | 80  | Erik Eggens         | Suzuki   | 18       | 20       | 38   |
| 4        | 2   | Tommy Searle        | KTM      | 20       | 16       | 36   |
| 5        | 10  | Rui Goncalves       | KTM      | 15       | 18       | 33   |
| 6        | 24  | Shaun Simpson       | KTM      | 16       | 12       | 28   |
| 7        | 131 | Nicolas Aubin       | Yamaha   | 12       | 15       | 27   |
| 8        | 121 | Xavier Boog         | Suzuki   | 13       | 13       | 26   |
| 9        | 34  | Joel Roelants       | KTM      | 11       | 11       | 22   |
| 10       | 89  | Jeremy van Horebeek | KTM      | 14       | 7        | 21   |
| 11       | 39  | Davide Guarneri     | Yamaha   | 6        | 10       | 16   |
| 12       | 7   | Stephen Sword       | Kawasaki | 0        | 14       | 14   |
| 13       | 37  | Gert Krestinov      | KTM      | 8        | 5        | 13   |
| 14       | 13  | Manuel Monni        | Yamaha   | 2        | 9        | 11   |
| 15       | 185 | Rinus van de Ven    | KTM      | 7        | 3        | 10   |
| 16       | 81  | Jeremy Tarroux      | KTM      | 10       | 0        | 10   |
| 17       | 22  | Anthony Boissiere   | KTM      | 9        | 0        | 9    |
| 18       | 55  | Mike Kras           | Suzuki   | 0        | 8        | 8    |
| 19       | 11  | Gautier Paulin      | Kawasaki | 0        | 6        | 6    |
| 20       | 86  | Rob van Vijfeijken  | Yamaha   | 1        | 4        | 5    |
| 21       | 47  | Pascal Leuret       | Suzuki   | 5        | 0        | 5    |
| 22       | 108 | Joaquim Rodrigues   | KTM      | 4        | 0        | 4    |
| 23       | 69  | Wyatt Avis          | Honda    | 3        | 0        | 3    |
| 24       | 76  | Marcus Norlen       | Suzuki   | 0        | 2        | 2    |
| 25       | 56  | Evgeny Bobryshev    | Yamaha   | 0        | 1        | 1    |

- A pontozásról bővebben a Motokrossz-pontozási rendszer cikkben lehet tájékozódni.